# Szentpáli István
Szentpáli István (Halmi, Ugocsa vármegye, 1861. november 28. – Miskolc, 1924. október 30.) jogász, Miskolc polgármestere, országgyűlési képviselő.

## Élete
Szentpáli István homoródszentpáli Szentpály István (1839–1926), Ugocsa vármegye alispánja, királyi tanácsos és nagyenyedi Egri Irma (1841–1889) első gyermekeként született. Őt még hat gyermek követte a családban. Alapfokú tanulmányait Halmiban végezte, majd Szatmárban és Iglón járt gimnáziumba, végül Bécsben és Budapesten folytatott jogi tanulmányokat. 1887. június 15-én avatták államtudományi doktorrá a Budapesti Királyi Magyar Tudományegyetemen. A homoródszentpáli nemesi előtagot itt már nem használta, és a nevét y helyett i-vel írta. Végzés után a Közmunka és Közlekedési Minisztériumban dolgozott, de 1890-ben felmentését kérte és Miskolcra költözött, ahol a Kereskedelmi és Iparkamara titkára lett, miközben tanított a középkereskedelmi iskolában. 1892-ben feleségül vette Bárczai Bárczy Blankát (1863–1897), akitől három gyermeke született. Felesége a harmadik gyermek születése után néhány nappal meghalt. Gyermekeit ettől fogva rokonok nevelték. Több mint tíz év elteltével ismét megnősült, második felesége Biasini Paula volt. A Szentpáli család addig a Csabai kapuban (ma 10. szám) lakott, de ekkortájt beköltöztek a Szemere utcára (ma 4. szám).
Kamarai és közéleti tevékenysége révén hamar elismertté és népszerűvé vált a városban. Bekapcsolódott a Borsod-Miskolci Közművelődési és Múzeum Egyesület munkájába, aminek a századfordulón a főtitkárává is megválasztották. 1902. december 12-én polgármesterré választották, Kun József főjegyző és Petró József ügyvéd ellenében. A város sok – infrastrukturális, közbiztonsági és más – megoldatlan problémával küzdött, amelyeket tetézett az évtizedek óta húzódó városi státusz kérdése, azaz a törvényhatósági jog megszerzése. 1906-ban, a kormányváltás adta kedvező pillanatot kihasználta a polgármester, a kérést megismételve üdvözölte a Wekerle-kormányt, s a kérés kedvező fogadtatásra talált. Andrássy Gyula belügyminiszter megtette az előterjesztést, amit Ferenc József 1907. december 14-én írt alá. Andrássyt Miskolc hálából díszpolgárává választotta. A városi státusz törvényhatósági jogúra változása 1909. január 1-jén lépett életbe, a köztes időre a megye és a város, a szétválás részleteiről folytatott egyeztetési kötelezettsége miatt volt szükség.
Első polgármesteri időszakában tehát sikeresen megoldódott a város régi gondja, de más területeken is kézzelfogható volt a fejlődés: csatornáztak, vízvezetéket építettek, gyarapodott a városi vagyon, nőtt a területe. Létrejött a Szanatórium és Vízgyógyintézet (ez lett később a Miskolci Művésztelep), felépült a Református Felsőbb Leányiskola és a Kun József (ma Istvánffy Gyula) utcai II. sz. Állami Polgári Fiúiskola, elkészült a Vágóhíd, a Jéggyár és a Szemétégető. Átvette a város a színházat, és kultúrpalota, piaccsarnok tervét vetette fel. A polgármester „nyugat-európai ízlést, széles látókörű tudást, modern városvezetési programot hozott magával, és szerencsés kezekkel folytatta Soltész Nagy Kálmán városépítő munkáját”.
Ezek után természetesnek tűnhet, hogy Szentpálit 1908. december 15-én, ellenjelölt nélkül újraválasztották Miskolc polgármesterének. A pártok feletti várospolitika híve volt. Joggal mondta róla Nagy Ferenc főjegyző: „A béke csillaga hazánkban, Miskolcon”. Nagyon sokat dolgozott, és ez kikezdte egészségét. A munkát azonban folytatta, második ciklusában felépült a Szent István úti Elemi Iskola (ma Zrínyi Ilona Gimnázium), a M. Kir. Állami Fiú Felsőkereskedelmi Iskola (ma Berzeviczy Gergely Kereskedelmi és Vendéglátóipari Szakközépiskola), a Pénzügyhatóság épülete (ma bíróság), elindult a Miskolc és Diósgyőr valamint a Miskolc és Hejőcsaba közötti villamosjárat (a mai 1-es, illetve a régi 2-es villamos). 1910-ben a város megvásárolta Tapolcát, gyárak, üzemek sora kezdett termelni. Szentpáli István második ciklusa után, 1912-től 1916-ig országgyűlési képviselő volt, a polgármesteri székben Nagy Ferenc váltotta.
1917. október 23-án harmadszorra is polgármesterré választották. Ebben az időszakban folytatni akarta az iskolahálózat bővítését. A trianoni békeszerződés következményeként a Magyarországtól elcsatolt részek intézményeit el kellett helyezni a megmaradt területen. Felmerült a selmeci Bányászati és Erdészeti Főiskola Miskolcra telepítése, de az végül Sopronba került. Sikerült viszont az Eperjesi Jogakadémiát a városba költöztetni. A Tanácsköztársaság idején is Miskolc vezetője maradt, majd utána is. Az elcsatolt területekről sok menekült érkezett Miskolcra is, részben az ő elhelyezésükre épült fel a Halicka kolónia.
Szentpáli István az egészségi állapota miatt már nem tudta ellátni polgármesteri feladatát, ezért 1922. március 27-én kérte nyugdíjazását. Még ez évben ismét országgyűlési képviselőnek választották, de csak két évig dolgozott a Parlamentben, 1924-ben elhunyt. A miskolci Deszkatemetőben helyezték nyugalomra.

## Emlékezete
Miskolcon utca és iskola (Szentpáli István Kereskedelmi és Vendéglátó Szakközépiskola) viseli a nevét, síremlékét 1999-ben avatták a Deszka-temetőben. A Borsod-Abaúj-Zemplén Megyei Kereskedelmi és Iparkamara (BOKIK) bejáratánál emléktáblával tisztelegtek egykori titkáruk emléke előtt, a Kamara tanácstermét pedig Szentpáli Istvánról nevezték el.

## Képek

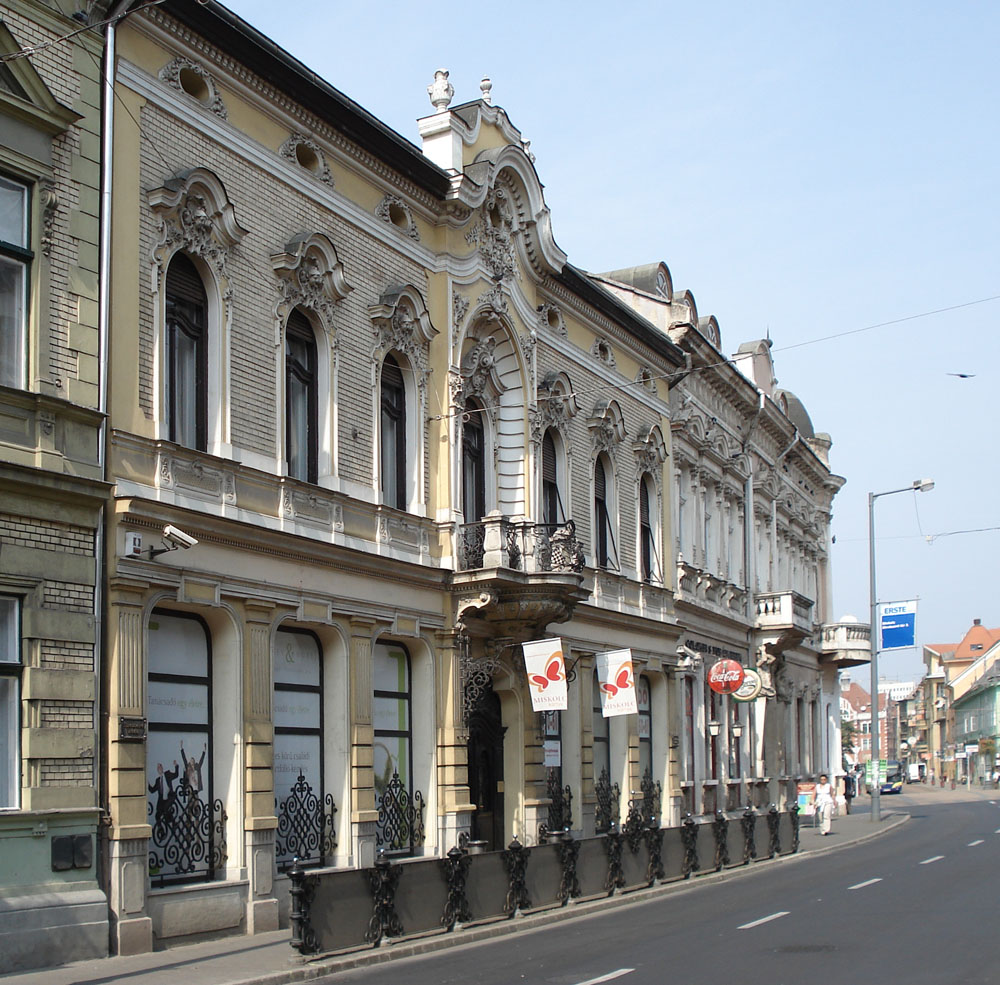
Szentpáli István egykori lakóháza, Szemere utca 4.
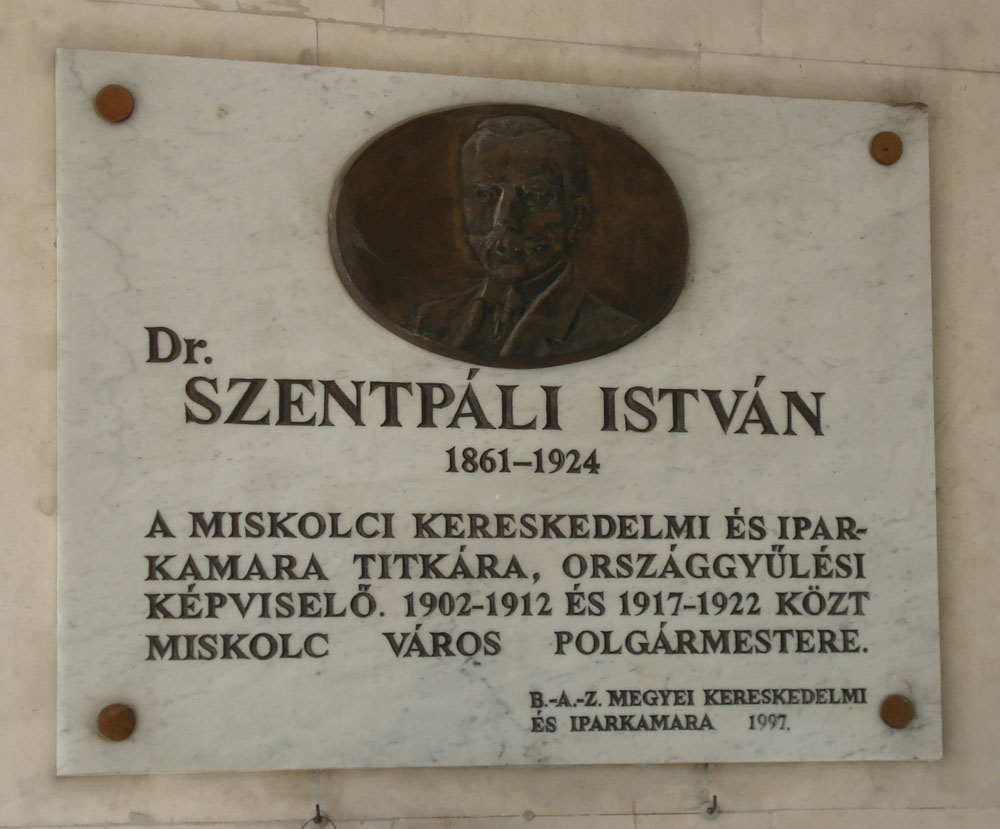
Emléktáblája Miskolcon, a Megyei Kereskedelmi és Iparkamara bejáratánál
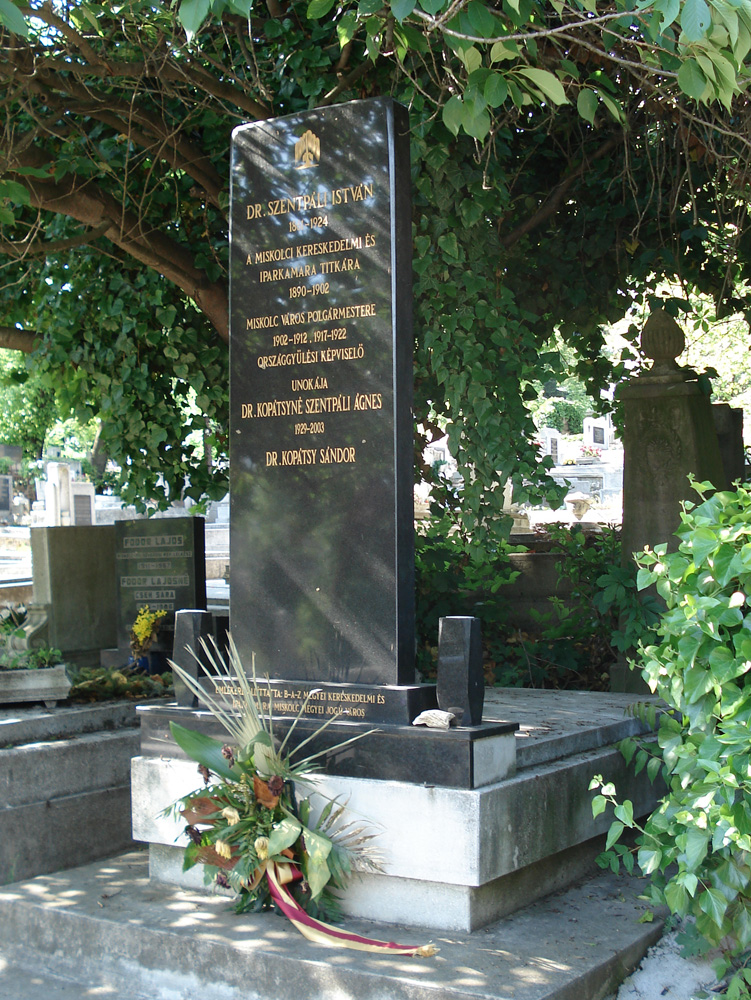
Díszsírhelye a Deszkatemetőben